# Не (Ђенова)
Не (итал. Ne) је насеље у Италији у округу Ђенова, региону Лигурија.
Према процени из 2011. у насељу је живело 106 становника. Насеље се налази на надморској висини од 261 м.

## Становништво
Према резултатима пописа становништва 2011. у општини је живело 2.361 становника.
| 1931. | 1936. | 1951. | 1961. | 1971. | 1981. | 1991. | 2001. | 2011. |
| ----- | ----- | ----- | ----- | ----- | ----- | ----- | ----- | ----- |
| 3.826 | 3.916 | 3.680 | 3.290 | 2.805 | 2.526 | 2.446 | 2.334 | 2.361 |